# Aquaria (відеогра)
Aquaria — це відеогра жанру 2D сайд-скролера, розроблена Алексом Головкою та Дереком Ву в складі Bit Blot. У 2007 році, після більш ніж двох років розробки гру випустили для Windows,Macintosh. Того ж року гра вийшла в сервісі Steam. Версію для Linux розробили як частину колекції Humble Indie Bundle у 2010 році, а версію для iPad — 11 листопада 2011 року. У 2009 році був випущений окремий альбом саундтреків до гри. Він складався з усієї музики в грі, дев'ятихвилинного вокального треку та декількох реміксів.
Головна героїня гри, Ная, досліджує підводний світ Акварії. Під час цієї подорожі їй відкриваються таємниці історії підводного світу та про її минуле. Ігровий процес полягає у поєднанні плавання, співу та веденні бою, для взаємодії Наї зі світом. Пісні Наї можуть рухати предмети, впливати на рослин і тварин та змінювати можливості головної героїні: вона може стріляти вогняними снарядами у ворожих істот та проходити крізь бар'єри.
Загалом гра отримала позитивні відгуки. Критики звернули увагу на графіку, музику та атмосферу гри. Також схвальні коментарі отримав контроль гри та її сюжет. Гра виграла приз Seumas McNally Grand Prize на Independent Games Festival у березні 2007 року.

## Ігровий процес

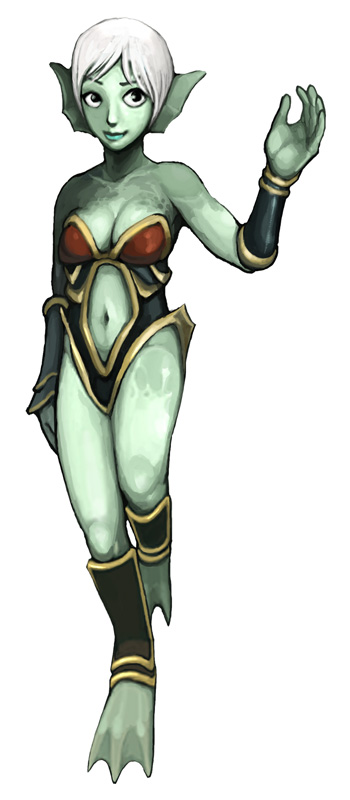
Концепт-арт головної героїні

Гра зосереджена на дослідженні підводного світу та вирішенні головоломок. Гравець контролює Наю, самотню жительку підводного світу. Ная схожа на людину, хоча має певні зовнішні схожості з рибами (наприклад можливість дихати під водою). Спочатку гра була написана тільки для персональних комп'ютерів і її можна було керувати тільки мишкою, проте її також можна контролювати клавіатурою або геймпадом Xbox 360. Гравець направляє Наю крізь підводний світ, який складається з кількох різних регіонів: печер, підводних руїн та залитих сонцем оаз. На цих територіях є рослини та тварини, які можуть ставитися до головної героїні дружньо, вороже або ж нейтрально. Ті, що ставляться вороже, можуть травмувати Наю.
Загалом Ная не може взаємодіяти напряму з об'єктами. Натомість більшість дій відбувається через наспівування коротких мелодій. Гравець може це зробити, вибравши послідовність, яка складається з восьми нот, які розташовані в колі. Кожній ноті відповідає певний колір. Коли Ная співає мелодію, то нота певного кольору може впливати на предмети відповідного кольору. Також Ная під час гри отримує спеціальні можливості: піднімати предмети, створювати навколо себе щит або змінювати зовнішній вигляд, змінюючи вигляд Ная змінює і свої можливості, які допомагають проходити різні рівні. Конкретна мелодія, яка грає, коли гравець вибирає ноту може змінюватись залежно від регіону, поєднюючись з фоновою музикою. Вигляд за замовчуванням (або нормальний вигляд) це той, у якому Ная може співати і є єдиним, у якому гравець може змінювати її зовнішній вигляд, одягаючи костюми, знайдені під час проходження рівнів. Ная може набувати і інших виглядів, але кожного тільки один раз.
Під час дослідження світу Ная збирає різні інгредієнти. Ці інгредієнти можна використовувати для приготування страв, які по-різному впливають на Наю. Найчастіше зустрічаються інгредієнти, які відновлюють здоров'я та підвищують різні характеристики, такі як швидкість та захист.

## Сюжет гри
На початку гри Ная втратила пам'ять та нічого не знає про зовнішній світ та про свій дім. Гравець дізнається про це з опису в формі оповіді майбутньої Наї. Ці описи є першоджерелом інформації про Наю протягом всієї гри. Зіткнувшись з тінню, Ная бачить кілька флешбеків, яких вона не розуміє та прокидається. Почуваючись самотньою, оскільки Ная — єдиний представник свого виду, вона вирішує досліджувати світ навколо себе. Під час проходження гри Ная все більше дізнається про історію світу Акварії та про своє минуле. Гравець не дізнається всю сюжетну лінію у певному порядку. Єдиним фактором, який це обмежує є фізичні бар'єри, які потрібно проходити протягом гри. Розповідь у грі зосереджена навколо дослідження світу та відкриття низки зруйнованих цивілізацій. Кожній цивілізації віповідає окремий регіон у грі.

## Розробка
Aquaria розроблялась Дереком Ву та Алеком Холовка протягом двох років. Дерек Ву був дизайнером, а Холовка розробляв програмне забезпечення та аудіо компоненти. Обидва дизайнери мали досвід у сфері відеоігор. Початковий прототип гри був схожий на рольову гру з великим світом та багатьма міні-квестами. Потім гру вирішили спростити через обмежені часові рамки, багато елементів було вилучено. Після чого було розроблено світ у грі: базові елементи кожного регіону та створено сюжет гри. Було вирішено використовувати музику як ключовий елемент. 

## Оцінки експертів
| Агрегатор    | Оцінка                                         |
| ------------ | ---------------------------------------------- |
| GameRankings | PC: 83% (6 оглядів) iOS: 88% (6 оглядів)       |
| Metacritic   | PC: 82/100 (7 оглядів) iOS: 84/100 (8 оглядів) |

| Видання                    | Оцінка |
| -------------------------- | ------ |
| Eurogamer                  | 7/10   |
| IGN                        | 7.4/10 |
| PC Gamer (Велика Британія) | 8.1/10 |

У 2007 році Aquaria стала переможцем Independent Games Festival, отримала високу похвалу за легкий контроль, нелінійний сюжет та за графіку. Гра отримала схвальні відгуки від багатьох критиків за великі зусилля від досить малої команди розробників. Проте була присутня і критика, зокрема за складність карти у початковій версії.

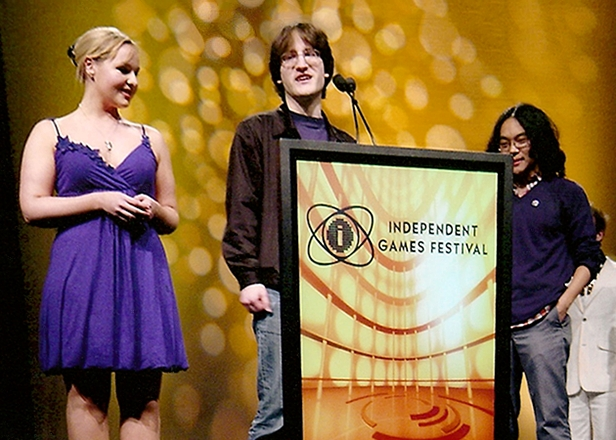
Творці гри отримують приз на Independent Games Festival